# A Tribute to Judas Priest: Legends of Metal
A Tribute to Judas Priest: Legends of Metal – tribute album poświęcony brytyjskiej grupie muzycznej Judas Priest. Wydawnictwo ukazało się 23 września 1996 roku nakładem wytwórni muzycznej Century Media Records. Na potrzeby kompilacji powstała grupa muzyczna pod nazwą Doom Squad, która wykonała utwór pt. "Burnin’ Up".

## Lista utworów
Opracowano na podstawie materiału źródłowego.
1. The Hellion/Electric Eye – Helloween
2. Rapid Fire – Testament
3. Saints in Hell – Fates Warning
4. The Ripper – Mercyful Fate
5. Exciter – Strapping Young Lad
6. Burnin’ Up – Doom Squad
John Bush i Whitfield Crane – śpiew
Scott Ian – gitara elektryczna
Joey Vera – gitara basowa
Gonzo – perkusja
Jörg Fischer – gitara elektryczna
7. Love Bites – Nevermore
8. Tyrant – Overkill
9. Grinder – Kreator
10. The Ripper – Iced Earth